# Jordbundens miljø
I jordbunden er der både levende organismer og døde partikler. De må ses i indbyrdes sammenhæng og i sammenhæng med jordbundens vilkår i det hele taget. Her følger en kort oversigt over vilkårene:
- Vandets betydning
  - Nedbørsmængden over for fordampningstabet (nedbørsoverskuddet)
  - Jordens evne til at optage vand (indsivningsevnen)
  - Jordens evne til at fastholde vand (markkapaciteten)
  - Jordens dræningstilstand
  - Dybden til grundvandet
- Luftens betydning
  - Iltforsyningen til livet i jorden (porøsiteten og diffusionshastigheden)
  - CO2-indholdet i jordluften (temperatur, vandindhold og diffusionshastighed)
- Jorden egen betydning
  - Overjordens type og sammensætning (tekstur)
  - Overjordens struktur og dybde (= nedergrænsen for rodvækst)
  - Temperaturforhold i jorden (opvarmning, varmetab og vandindhold)
  - Overjordens pH-værdi (syredannelse, vandbevægelse, syreindhold og basebuffer)
  - Indholdet af kolloide stoffer, som kan opbevare og frigive mineraler (ler og humus)
  - Råjordens sammensætning og struktur
- Mineralernes betydning
  - Mængden af opløste mineraler i jordvandet (ledningsværdien)
  - Vandbevægelsen (udpining eller ophobning)
  - Overjordens mineralbuffer (binding til ler og humus)
  - Råjordens mineralindhold (boniteten)
  - Forholdet mellem forskellige mineraler (binding og frigivelse)
- Energiens betydning
  - Mængden af førne (løv, blomster, ekskrementer, kadavere)
  - C/N-forholdet (træagtigt, urteagtigt, dyrisk)
  - Stoffer der hæmmer omsætningen (terpener, garvestoffer, æteriske olier, kinoner)
  - Sammensætningen af mikrofloraen (bakterier, svampe, amøber, nematoder osv.)
  - Syre-base balance (kalk, huminsyrer, kulsyre, porøsitet)
- Plantedækkets betydning
  - Planternes evne til at skaffe sig mineraler (vitalitet, vandindhold og iltindhold)
  - Symbioser (knoldbakterier og mykorrhizasvampe)
  - Gensidige påvirkninger ("jordtræthed" og allelopati)
  - Sygdomsforhold (smittetryk, skader, sammensætning af bakterieflora)